# Saint-Aubert
 Saint-Aubert  es una población y comuna francesa, en la región de Norte-Paso de Calais, departamento de Norte, en el distrito de Cambrai y cantón de Carnières.

## Demografía
| 1871 | 1847 | 1750 | 1623 | 1466 | 1415 |
| Para los censos de 1962 a 1999 la población legal corresponde a la población sin duplicidades (Fuente: INSEE [Consultar]) |      |      |      |      |      |